# Филино (Ярославский район)
Филино — деревня в Ярославском районе Ярославской области России. Входит в состав сельского поселения «Кузнечихинское».

## География
Находится в пригородной зоне Ярославля.

## Население
| 2007 | 2010 |
| ---- | ---- |
| 37   | ↗49  |

### Историческая численность населения
По состоянию на 1989 год в деревне проживало 44 человека.

## Инфраструктура
Развито сельское хозяйство.

## Транспорт
Выезд на автотрассу М-8. На август 2020 действуют автобусные маршруты до деревни: №121 «Красная площадь — Филино» и №121А «Ярославль-Главный — Филино».